# Paul Malakwen Kosgei
Paul Malakwen Kosgei (Marakwet, 22 aprile 1978) è un maratoneta e mezzofondista keniota, campione mondiale di mezza maratona nel 2002.

## Biografia
Ha stabilito il record del mondo juniores nei 3000 siepi nel 1997 e conquistato medaglie in tre edizioni consecutive dei campionati del mondo di corsa campestre fra il 1998 ed il 2000.
Il 2002 è per lui un anno pieno di successi: l'oro al mondiale di mezza maratona, la vittoria ai Campionati africani nei 10.000 metri e l'argento ai Giochi del Commonwealth, ancora nei 10.000 metri.
Focalizzatosi nella corsa su strada, nel 2004 ha stabilito il record del mondo dei 25 km in running 1:12:45. Il suo primato personale nella mezza maratona è 59:07, con cui ha vinto la mezza maratona di Berlino del 2006.
Passato alla distanza piena, ha conquistato il primo posto alla Maratona d'Italia 2010 con 2:09:00, record della corsa.

## Campionati nazionali
1998
- Argento ai campionati kenioti di corsa campestre (cross corto) - 12'04"

1999
- Oro ai campionati kenioti di corsa campestre (cross corto)

2001
- Bronzo ai campionati kenioti nei 10000 m - 27'51"87
- Argento ai campionati kenioti di corsa campestre (cross lungo) - 36'29"

2002
- Oro ai campionati kenioti nei 10000 m - 27'44"14
- 8º ai campionati kenioti di corsa campestre (cross lungo) - 37'02"

## Altre competizioni internazionali
1997
- 13º alla Stramilano ( Milano) - 1h05'35"
- Bronzo al Giro Media Blenio ( Dongio) - 28'41"
- Argento alla BOclassic ( Bolzano) - 28'09"
- Oro alla Cagliari Corre ( Cagliari), 9,8 km - 27'23"
- Oro al Cross de Figaro ( Parigi) - 36'57"

1998
- Oro alla BOclassic ( Bolzano) - 28'10"
- Argento al Giro Media Blenio ( Dongio) - 28'36"
- Bronzo al Campaccio ( San Giorgio su Legnano) - 35'43"
- Argento al Cross di Alà dei Sardi ( Alà dei Sardi) - 32'27"
- Argento al Kenyan AAA Crosscountry Meeting ( Naivasha) - 30'31"
- 6º al Cross Internacional Zornotza ( Amorebieta) - 30'52"

1999
- Oro alla Vivicittà Catania ( Catania), 12 km - 33'01"
- Bronzo al Giro Media Blenio ( Dongio) - 28'39"
- Argento alla BOclassic ( Bolzano) - 28'29"
- Oro al Cross di Alà dei Sardi ( Alà dei Sardi) - 30'39"
- 6º al Cross Internacional Zornotza ( Amorebieta) - 34'11"
- Oro al Nairobi International Crosscountry ( Nairobi) - 11'59"

2000
- Oro al Giro al Sas ( Trento), 10,9 km - 30'46"
- Oro alla Parelloop ( Brunssum) - 27'38"
- Bronzo al Giro Media Blenio ( Dongio) - 29'06"
- Oro al Cross della Vallagarina ( Villa Lagarina) - 28'00"
- Oro al Cross di Alà dei Sardi ( Alà dei Sardi) - 30'19"
- Oro al Cross Internacional Zornotza ( Amorebieta) - 31'48"
- Oro al Cross Nacional de Reyes ( Valladolid) - 32'11"
- Oro al Great North Crosscountry ( Durham) - 27'52"
- Argento al Nairobi International Crosscountry ( Nairobi) - 11'50"

2001
- Oro alla 15 km di Le Puy-en-Velay ( Le Puy-en-Velay) - 42'43"
- Oro al Giro Media Blenio ( Dongio) - 28'13"
- Oro al Cross della Vallagarina ( Villa Lagarina) - 27'57"
- Oro al Cross di Alà dei Sardi ( Alà dei Sardi) - 31'36"
- Oro al Cross Zornotza ( Amorebieta-Etxano) - 31'48"
- Oro al Cross Nacional de Reyes ( Valladolid) - 31'22"

2002
- Argento in Coppa del mondo ( Madrid), 5000 m piani - 13'31"71
- Oro alla Great North Run ( Newcastle upon Tyne) - 59'58"
- Oro alla Mezza maratona di Lagos ( Lagos) - 1h03'50"
- Oro alla Boilermaker Road Race ( Utica) - 43'22"
- Argento alla BOclassic ( Bolzano) - 29'07"
- 6º al Memorial Peppe Greco ( Scicli) - 29'00"
- Oro alla Peachtree Road Race ( Atlanta) - 27'36"
- Bronzo al Cross di Alà dei Sardi ( Alà dei Sardi) - 29'59"

2003
- 4º alla Great North Run ( Newcastle upon Tyne) - 1h02'00"
- Argento al Giro podistico internazionale di Castelbuono ( Castelbuono) - 34'35"
- 11º al Memorial Peppe Greco ( Scicli) - 30'21"
- Oro alla Amatrice-Configno ( Amatrice), 8,4 km - 23'47"
- 6º al Campaccio ( San Giorgio su Legnano) - 36'34"

2004
- Oro alla BIG 25 Berlin ( Berlino), 25 km - 1h12'45"
- 5º alla Mezza maratona di Lisbona ( Lisbona) - 59'58"
- 12º alla Dam tot Dam ( Zaandam), 10 miglia - 49'00"
- 6º alla Mezza maratona di Virginia Beach ( Virginia Beach) - 1h03'54"
- Oro alla 15 km di Le Puy-en-Velay ( Le Puy-en-Velay) - 43'27"
- 7º al Giro al Sas ( Trento), 10,9 km - 32'06"
- Bronzo al Giro Media Blenio ( Dongio) - 28'52"
- Bronzo alla World's Best 10 km ( San Juan) - 28'04"

2005
- 9º alla Mezza maratona di Delhi ( Nuova Delhi) - 1h04'38"

2006
- Oro alla Berlin Half Marathon ( Berlino) - 59'07"
- 14º alla Mezza maratona di Rotterdam ( Rotterdam) - 1h03'30"
- 7º al Giro Media Blenio ( Dongio) - 29'43"
- 7º alla BOclassic ( Bolzano) - 28'59"
- Argento alla Cursa de Bombers ( Barcellona) - 27'48"

2007
- 10º alla Maratona di Amsterdam ( Amsterdam) - 2h09'30"
- 14º alla Maratona di Amburgo ( Amburgo) - 2h14'15"
- 7º alla Mezza maratona di Lisbona ( Lisbona) - 1h01'24"
- 4º alla Mezza maratona di Nyeri ( Nyeri) - 1h02'44"
- Argento al Memorial Peppe Greco ( Scicli) - 29'04"
- Oro alla Amatrice-Configno ( Amatrice), 8,5 km - 24'11"

2008
- 8º alla Maratona di Parigi ( Parigi) - 2h09'12"
- 4º alla Mezza maratona di Rotterdam ( Rotterdam) - 59'36"
- 10º alla Ras Al Khaimah International Half Marathon ( Ras Al Khaimah) - 1h02'48"
- Argento al Giro podistico internazionale di Castelbuono ( Castelbuono) - 34'36"
- Oro alla Amatrice-Configno ( Amatrice), 8,5 km - 24'00"

2009
- 6º alla Maratona di Reims ( Reims) - 2h13'42"
- 11º alla Maratona di Los Angeles ( Los Angeles) - 2h21'10"
- 12º alla Ras Al Khaimah International Half Marathon ( Ras Al Khaimah) - 1h00'53"
- Argento al Trofeo Sant'Agata ( Catania) - 33'17"
- Oro alla Amatrice-Configno ( Amatrice), 8,5 km - 24'33"

2010
- Oro alla Maratona d'Italia ( Carpi) - 2h09'00"
- 6º alla BIG 25 Berlin ( Berlino), 25 km - 1h13'48"

2011
- 11º alla Maratona di Roma ( Roma) - 2h13'57"
- 5º alla Maratona di Rio de Janeiro ( Rio de Janeiro) - 2h20'43"

2012
- 6º alla Maratona di San Pietroburgo ( San Pietroburgo) - 2h21'22"

2014
- 5º alla Route du Vin Semi-Marathon ( Remich) - 1h04'45"
- 15º alla Rennes Tout Court ( Rennes) - 29'34"

2015
- 34º ai Giochi Mondiali militari ( Mungyeong), maratona - 2h34'09"